# Municipio de White River (Misuri)
El municipio de White River (en inglés: White River Township) es un municipio ubicado en el condado de Barry en el estado estadounidense de Misuri. En el año 2010 tenía una población de 2498 habitantes y una densidad poblacional de 27,1 personas por km².

## Geografía
El municipio de White River se encuentra ubicado en las coordenadas 36°32′48″N 93°38′17″O / 36.54667, -93.63806. Según la Oficina del Censo de los Estados Unidos, el municipio tiene una superficie total de 92.17 km², de la cual 76.22 km² corresponden a tierra firme y (17.3%) 15.94 km² es agua.

## Demografía
Según el censo de 2010, había 2498 personas residiendo en el municipio de White River. La densidad de población era de 27,1 hab./km². De los 2498 habitantes, el municipio de White River estaba compuesto por el 97.44% blancos, el 0.08% eran afroamericanos, el 0.8% eran amerindios, el 0.2% eran asiáticos, el 0.04% eran isleños del Pacífico, el 0.24% eran de otras razas y el 1.2% pertenecían a dos o más razas. Del total de la población el 1.12% eran hispanos o latinos de cualquier raza.